# Сухоносівський
Сухоносівський, або ж Діброва — колишнє село (хутір) на території нинішнього села Косівщина Сумського району Сумської області.
Станом на 1864 рік, населення хутора становило 13 осіб. Налічувалося всього 2 двори. Назва хутора йде від прізвища пана Сухоноса, який володів селом, а також Малою Косівщиною.
Сухоносівський розташовувався на лівому березі річки Ільма (Сухоносівка), на місці його впадіння у річку Сумку.

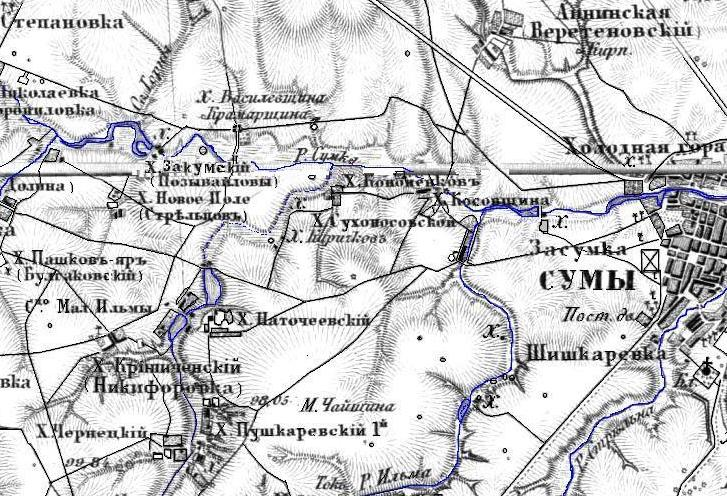
Хутір Сухоносівський на мапі ХІХ століття.

У середині 1920-х років, хутір було об'єднано із селом Косівщина.